# Вайнгарт, Вильгельм
Вильгельм Вайнгарт (нем. Wilhelm Weingart, 4 сентября 1856, Хильдбургхаузен, Тюрингия — 31 августа 1936, Георгенталь, Тюрингия) — немецкий бизнесмен-производитель фарфора и ботаник-любитель, интересовавшийся семенными растениями, в частности кактусами и злаками.

## Биография
Вильгельм Вайнгарт родился 4 сентября 1856 года в семье производителя фарфора в Хильдбургхаузене (Тюрингия, Германия). В своей профессиональной карьере Вайнгарт работал, чтобы перенять бизнес отца, который принадлежал семье с 1822 года и стал техником.
Ботаника всегда была его особым предпочтением с раннего детства. Особенно он любил кактусы. Благодаря своей финансовой независимости он очень скоро смог собрать большую коллекцию и стал известен как эксперт даже за пределами Германии. Он разделил эту страсть со своим другом на всю жизнь Фридрихом Бёдекером.
19 июля 1885 года женился на Люси Фриде Пансе из Хофсберга (Тюрингия). В 1886 году у них родился сын Вильгельм Рейнхольт Вайнгарт, впоследствии получивший известность как дипломированный инженер и директор судостроительной верфи Deutsche Werft в Гамбурге-Финкенвердере.
2 июля 1894 года «техник Вильгельм Вайнгарт из Науэндорфа около Ордруфа» был принят в Немецкое кактусовое общество (DKG).

## Научная работа
За 40 лет работы в Немецком кактусовом обществе провёл большое количество исследовательских работ, опубликованным как в немецких, так и в зарубежных периодических изданиях. Особые заслуги ему приписываются в исследованиях злаков.

### Растения, названные в честь Вайнгарта
В 1937 году через год после смерти Вайнгарта Эрих Вердерманн описал род кактусов Weingartia, названный в его честь. В честь Вайнгарта также названы и другие виды кактусов, такие как Mammillaria weingartiana и Leptocereus weingartianus.

### Виды
Описал 49 видов растений, включая:
- Cereus acanthosphaera Weing. (1914)
- Cereus backebergii Weing. (1930)
- Cereus beysiegelii Weing. (1919)
- Cereus coniflorus Weing. (1904)
- Cereus grusonianus Weing. (1905)